# Euzophera
Euzophera is een geslacht van vlinders van de familie snuitmotten (Pyralidae), uit de onderfamilie Phycitinae.

## Soorten
- E. afflictella Ragonot, 1887
- E. aglaeella Ragonot
- E. albicosta Turner, 1947
- E. albicostalis Hampson, 1903
- E. albipunctella Ragonot, 1887
- E. alpherakyella Ragonot, 1887
- E. anapalpis Strand, 1914
- E. arrhythmopis Turner, 1947
- E. atuntsealis Roesler, 1973
- E. batangensis Caradja, 1939
- E. bigella (Zeller, 1848)
- E. cinerosella (Zeller, 1839)
- E. cocciphaga Hampson, 1908
- E. comeella Roesler, 1973
- E. conquassata Roesler, 1970
- E. cornutella Roesler, 1965
- E. costivittella Ragonot, 1887
- E. crassignatha Balinsky, 1994
- E. crinita Balinsky, 1994
- E. daedalella Ragonot, 1888
- E. decaryella (Marion & Viette, 1956)
- E. derbendicola Roesler, 1973
- E. eburnella Amsel, 1954
- E. egeriella Millière, 1869
- E. empistocles Roesler, 1969
- E. eroica Roesler, 1980
- E. eureka Roesler, 1970
- E. fibigerella Asselbergs
- E. flagella Lederer, 1869
- E. flavicosta Turner, 1947
- E. formosella (Rebel, 1910)
- E. fractilineella Roesler, 1969
- E. fuliginosella - Witbandberkenlichtmot (Heinemann, 1865)
- E. fumatella Yamanaka, 1993
- E. gais Dyar, 1919
- E. gobiella Roesler, 1970
- E. gypsatella Caradja, 1916
- E. habrella Neunzig, 1990
- E. hemileuca de Joannis, 1927
- E. hudeibella Roesler, 1973
- E. imperfectella Ragonot, 1895
- E. intextella Zeller, 1848
- E. ischnopa Turner, 1947
- E. kabulella Roesler, 1973
- E. lactiflora Meyrick, 1937
- E. longipennella Druce, 1896
- E. luculentella Ragonot, 1888
- E. lunulella (O. Costa, 1836)
- E. magnolialis Capps, 1964
- E. mentaweinsis Roesler & Kuppers, 1981
- E. merangirensis Roesler & Kuppers, 1981
- E. mienshani Caradja, 1939
- E. minima Balinsky, 1994
- E. neomeniella Ragonot, 1888
- E. nessebarella Soffner, 1962
- E. nigricantella Ragonot, 1887
- E. nigrolinea Roesler & Kuppers, 1981
- E. osseatella - Kronkelbandmot (Treitschke, 1832)
- E. ostricolorella Hulst, 1890
- E. paghmanicola Roesler, 1973
- E. perticella Ragonot, 1888
- E. pinguis - Tweekleurige lichtmot Haworth, 1811
- E. postflavida Dyar, 1923
- E. prionacra Diakonoff, 1941
- E. pulchella Ragonot, 1887
- E. putera Roesler & Kuppers, 1981
- E. pyrrhoptera Lower, 1896
- E. rinmea Dyar, 1914
- E. rubricetella (Herrich-Schäffer, 1855)
- E. sagax Meyrick, 1935
- E. scabrella Ragonot, 1888
- E. semifuneralis Walker, 1863
- E. sharmotana Rougeot, 1977
- E. sogai Roesler, 1981
- E. sordidella Chrétien, 1911
- E. specula de Joannis, 1927
- E. stichosema Turner, 1913
- E. stramentella Ragonot, 1888
- E. subarcuella (Meyrick, 1879)
- E. subcribrella Ragonot, 1887
- E. subnitidella Ragonot, 1887
- E. termivelata Balinsky, 1994
- E. tetragramma (Rebel, 1910)
- E. trigeminata Warren & Rothschild, 1905
- E. turdella Roesler, 1973
- E. ultimella Roesler, 1973
- E. umbrosella (Staudinger, 1879)
- E. verrucicola Hampson, 1896
- E. villora (Felder & Rogenhofer, 1875)
- E. vinnulella Neunzig, 1990
- E. watanabei Roesler & Inoue, 1980